# Botanophila densisphinula
Botanophila densisphinula är en tvåvingeart som beskrevs av Xue 2007. Botanophila densisphinula ingår i släktet Botanophila och familjen blomsterflugor. Inga underarter finns listade i Catalogue of Life.